# مزرعة الحنين إلى الصهيونية

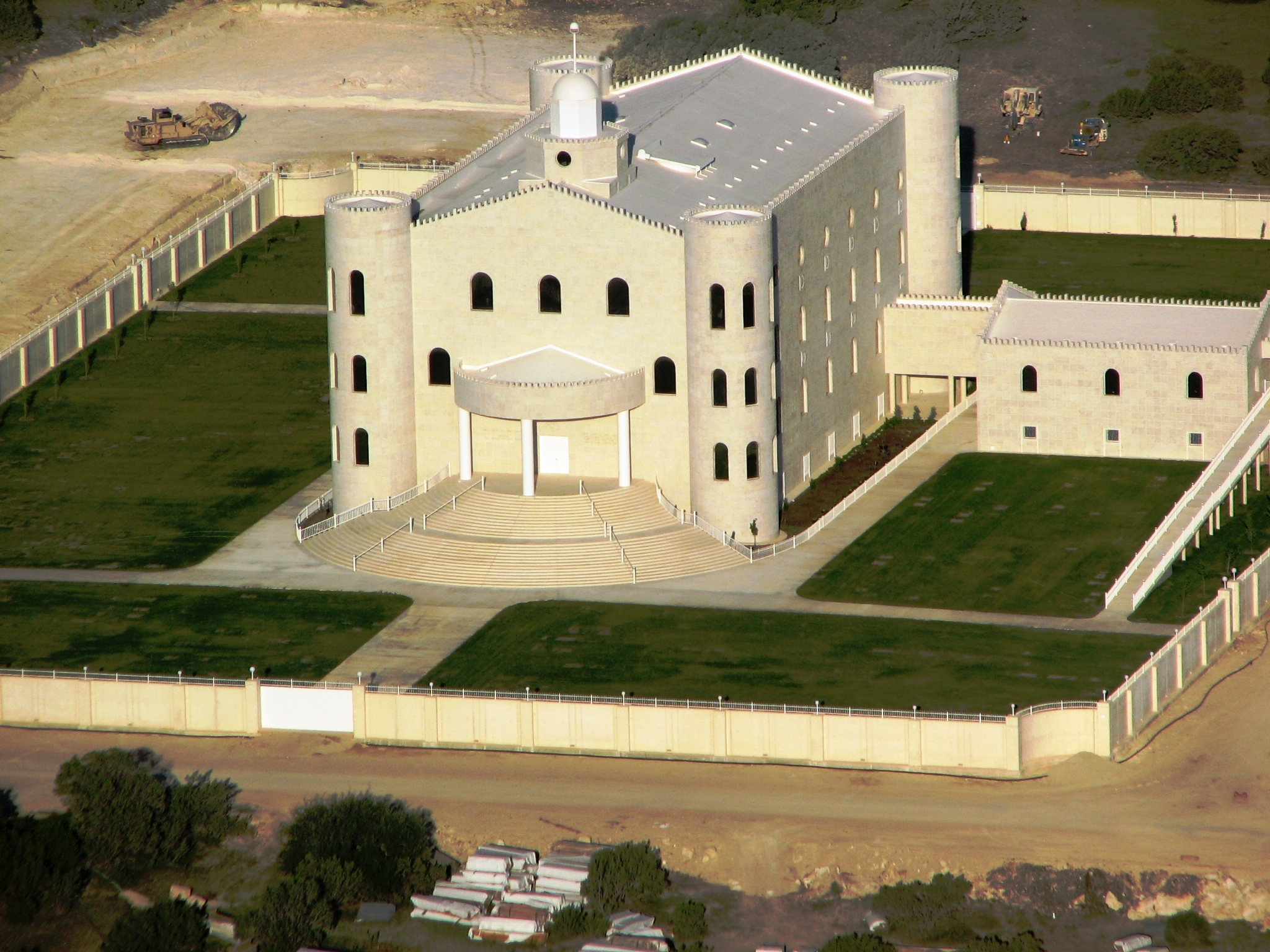

كانت مزرعة الحنين إلى الصهيونية عبارة عن كنيسة أصولية للسيد المسيح يسوع وأواخر القديسين. تبلغ مساحتها 1700 فدان (700 كم مربع)، وتقع بالقرب من إلدورادو في مقاطعة شليشر في تكساس في الولايات المتحدة الأمريكية. فرضت ولاية تكساس الملكية المادية والقانونية عليها اعتبارًا من أبريل عام 2014.

## معلومات أولية
تقع مزرعة الحنين إلى الصهيونية على بعد 45 ميلًا جنوب غرب سان أنجيلو و4 أميال (6 كم) شمال شرق إلدورادو. أقام المزرعة أعضاء الكنيسة الأصولية ليسوع المسيح الذين غادروا هايديل ويوتا ومدينة كولورادو بولاية أريزونا تحت رقابة متزايدة من وسائل الإعلام والناشطين المناهضين لتعدد الزوجات ومسؤولي تطبيق القانون.

## تأسيس المزرعة
أعلن وارن جيفز أثناء حديثه في الكنيسة بتاريخ 10 أغسطس عام 2003 أن بركات الكهنة قد ذهبت عن مجتمع شورت كريك (شعب مدينة كولورادو وهيلديل). أوقف جيفز بعد كلمته جميع اللقاءات الدينية الأخرى، لكنه استمر في السماح لأتباعه بدفع الأموال والقرابين له، ثم حول تركيزه إلى ما سماه (أراضي اللجوء): المجتمعات السرية التي بدأ بناءها. سمى جيفز مزرعة الحنين إلى الصهيونية (إحدى أراضي الملجأ) بالاسم الرمزي آر17.
اشترى ديفيد ألريد المزرعة في عام 2003 مقابل 700 ألف دولار وبدأ في تطوير العقار بسرعة. أعلن عندما اشتراها أنها ستكون ملاذًا للصيادين. بقي ألريد على تلك الرواية حتى بعد اتهام ويليام بنجامين جونسون بإطلاق النار على جميع الغزلان ذات الذيل الأبيض في المزرعة، وغُرّم بعد التحقيق معه بسبب الصيد دون ترخيص. كشف المسؤولون في المزرعة بعد ذلك أن كلامه عن ملاذ الصيادين غير دقيق إذ كانت المباني جزءًا من المنطقة السكنية في الكنيسة الأصولية للسيد المسيح يسوع.
كانت المزرعة موطنًا لحوالي 500 شخص انتقلوا من مناطق أريزونا ويوتا. وضمت معبدًا، ومنشأة لمعالجة النفايات، ومنزلًا مساحته 29000 قدم مربع (2700 متر مربع) لوارن جيفز رئيس الكنيسة الأصولية للسيد المسيح، وقاعة اجتماعات، وعدة منازل كبيرة من الخشب والإسمنت. كان هناك مولدات وحدائق وصومعة حبوب ومقالع حجرية كبيرة لبناء المعبد. قدرت مصلحة الضرائب بشكل مبدئي البناء بنحو 3 ملايين دولار. غُرّمت المزرعة بمبلغ يزيد عن 34 ألف دولار بسبب المخالفات البيئية المتعلقة بالمباني في المزرعة، وذلك أساسًا بسبب فشلها في الحصول على التصاريح اللازمة لعمليات خلط الإسمنت.

## عملية مداهمة المزرعة في أبريل عام 2008
تلقى خط الطوارئ المحلي لمكافحة العنف الأسري في 29 مارس عام 2008 مكالمة هاتفية من أنثى عرفت عن نفسها باسم «سارة» وادعت أنها ضحية اعتداء جسدي وجنسي تبلغ من العمر 16 عامًا في كنيسة مزرعة الحنين إلى الصهيونية. وجد المحققون من خلال تتبع المكالمات امرأة كبيرة السن تدعى روزيتا سوينتون اعتُقلت سابقًا بسبب بلاغات كاذبة سابقة لفتيات يتعرضن للاعتداء. سبّب الاتصال تنفيذ عملية واسعة النطاق في المزرعة من قبل مسؤولي تطبيق القانون ورعاية الأطفال في تكساس بدءًا من تطويق المزرعة في 3 أبريل. كان الضباط مسلحين بالأسلحة الرشاشة مع فرق قوات التدخل السريع وقناصين ومروحيات وحاملة جنود مدرعة من طراز إم113 احتياطية قدمتها مقاطعة ميدلاند، لكنهم لم يجدوا أي مقاومة مسلحة. اعتقدت السلطات أن الأطفال «تعرضوا للإيذاء أو كانوا بخطر التعرض للإساءة» حسب ما ذكر متحدث باسم الدولة. فتش الجنود ومسؤولو رعاية الأطفال المزرعة بما في ذلك خزائن المعبد وأدراج المكاتب المغلقة وبيوت الأسر. ووجدوا أدلة دفعتهم للاعتقاد أن الأسرة الموجودة في جزء من المعبد تملك أدلة على ممارسة ذكور عمرهم أكبر من 17 عامًا الجنس مع فتيات قاصرات. شهد أحد رجال الدين في وقت لاحق في المحكمة أنه لا يعتقد بوجود أي نشاط جنسي حدث في معابد طوائف الكنائس الأصولية للسيد المسيح وأن خدمة المعبد «تدوم بضع ساعات، وبالتالي فإن جميع المعابد تملك مكان يمكن للشخص الاستلقاء فيه». أقر مسؤولو مؤسسة حماية الطفل بأنه لا يوجد دليل على تعرض الأطفال للأذى (نحو 130 من الأطفال دون سن الخامسة)، وتشير الأدلة المقدمة لاحقًا في جلسة المحكمة أن المراهقين لم يتعرضوا للإيذاء الجسدي أو الجنسي.
صرح داريل عازار المتحدث باسم مؤسسة حماية الطفل بوجود «عملية منهجية مستمرة لإقناع هؤلاء الفتيات الصغيرات ليصبحن عرائس»، وأنه لا يمكن حماية الأطفال من سوء المعاملة في المزرعة. كشفت المقابلات مع الأطفال أن العديد من الفتيات القاصرات أُجبرن على «الزواج الروحي» مع الرجال الأكبر سنًا بمجرد بلوغهن سن الرشد ثم أصبحن حوامل بعد ذلك. بعد أن أصدرت القاضية باربرا والثر في المحكمة المحلية رقم 51 قرارًا يسمح للمسؤولين بإخراج جميع الأطفال بمن فيهم الذكور بعمر 17 عامًا أو أقل من المزرعة، إذ حجز 462 طفلًا بشكل مؤقت في ولاية تكساس. احتُجز الأطفال بواسطة مؤسسة خدمات حماية الطفل في حصن كونشو وبناء ويلز فارجو في سان أنجيلو. اختيرت أكثر من 100 امرأة بالغة لمغادرة المزرعة ومرافقة الأطفال. سُمح للأطفال دون سن الرابعة بالبقاء مع أمهاتهم حتى يتم الانتهاء من اختبار الحمض النووي لتحديد العلاقات الأسرية، وبمجرد الانتهاء من اختبار الحمض النووي سُمح للأطفال دون سن 18 شهرًا فقط بالبقاء مع أمهاتهم إلى أجل غير مسمى.
وصلت كارولين جيسوب، العضو سابق في الكنيسة الأصولية للسيد المسيح، إلى المزرعة في 6 أبريل على أمل لم شمل ابنتيها بأخوتهما غير الأشقاء. ذكرت أن الإجراءات في تكساس كانت صعبة على عكس ما حدث عام 1953 في ولاية أريزونا. كانت جيسوب في تكساس في الشهر السابق إذ قالت: «تطورت الجرائم في إلدورادو إلى مستوى جديد تمامًا. لقد ظنوا أن بإمكانهم أن يفلتوا من العقاب» لكن «تكساس لن تكون ولاية تتسامح مع هذه الجرائم مثل أريزونا ويوتا.» نقلت السلطات ما يصل إلى 533 امرأةً وطفلًا من المزرعة بحلول 8 أبريل. أنهى ضباط تطبيق القانون عملية البحث في المزرعة في 10 أبريل، وأعيد العقار إلى إدارة الكنيسة الأصولية للسيد المسيح.

## الحجز
بدأ مكتب المدعي العام في تكساس إجراءات قانونية محاولًا الاستيلاء على المزرعة في نوفمبر عام 2012. ذكر المدعي العام في إفادة خطية مؤلفة من 91 صفحة رفعها إلى المحكمة رقم 51 في تكساس أن لوارن جيفز اشترى عقار المزرعة لأنه «... موقع ريفي حيث يمكن التغاضي عن الاعتداء الجنسي المنهجي على الأطفال دون تدخل من سلطات تطبيق القانون»، وبالتالي فإن العقار كان مخالفا ويجب الحجز عليه. يسمح قانون ولاية تكساس بالاستيلاء على الممتلكات التي كانت تستخدم لارتكاب أو تسهيل ارتكاب سلوك إجرامي معين من قبل سلطات تطبيق القانون. قُيّم العقار بقيمة 19.96 مليون دولار وفقًا لمصلحة الضرائب في المقاطعة في عام 2012.
أصدرت القاضية والثر في 6 يناير عام 2014 حكمًا مكّن السلطات من الحجز على المزرعة. وكان أمام الكنيسة الأصولية للسيد المسيح 30 يومًا للاستئناف. انتهت فرصة الطعن في قرار الاستيلاء في 6 فبراير عام 2014 نظرًا لعدم تقديم أي شخص استئنافًا للطعن في ذلك الوقت وأصبحت ولاية تكساس المالك القانوني للمزرعة. لم ينشر المسؤولون تفاصيل حول خططهم المستقبلية للمزرعة في ذلك الوقت. التقى المسؤولون بممثّلين عن السكان الذين بلغ عددهم 8 أشخاص في 16 أبريل عام 2014 وناقشوا الترتيبات الخاصة بهم لإخلاء المبنى، واستولت ولاية تكساس على ممتلكات العقار في اليوم التالي (17 أبريل).